# Temeswarer Dom

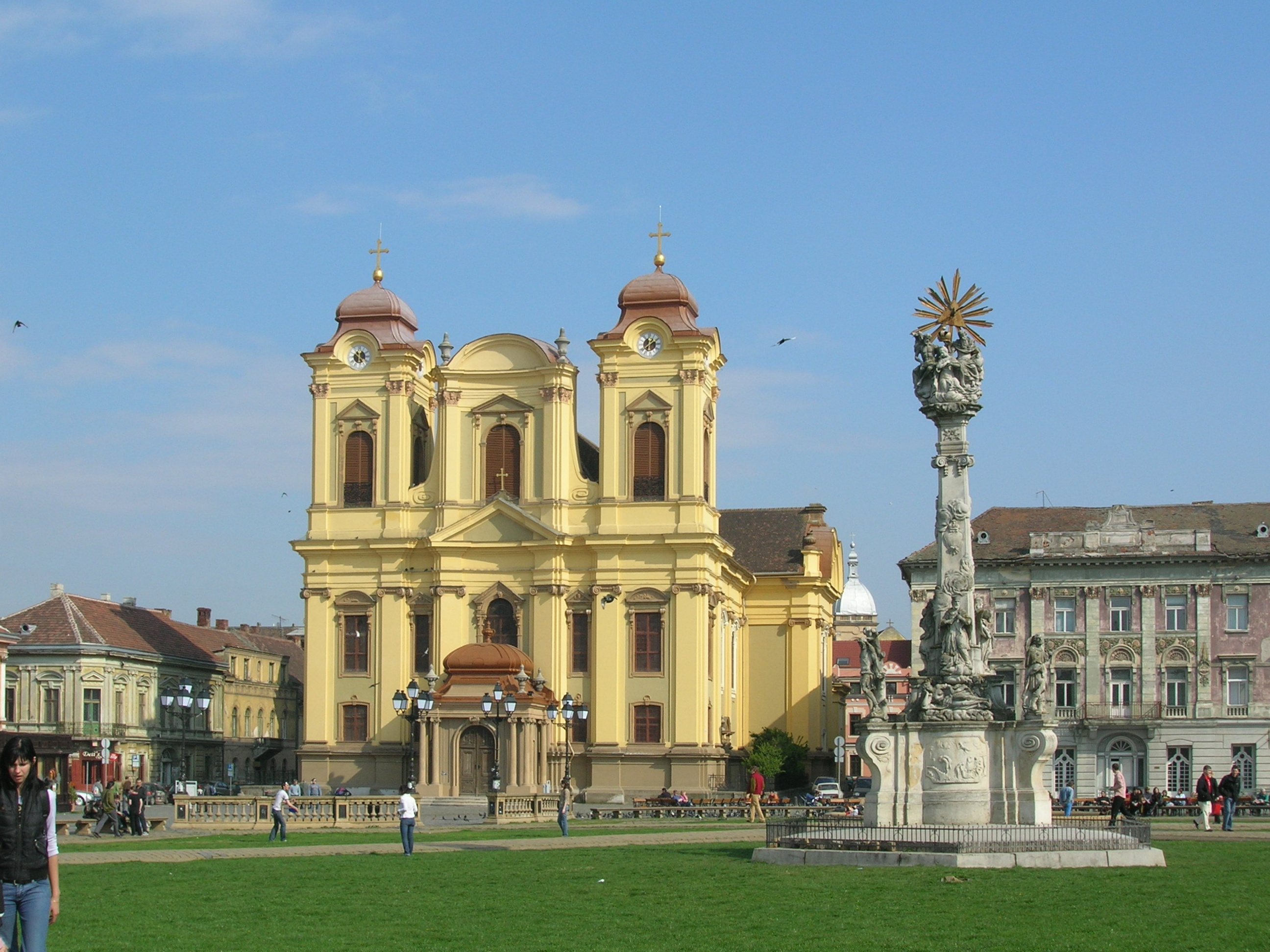
Dom, im Vordergrund die Dreifaltigkeitssäule, 2007

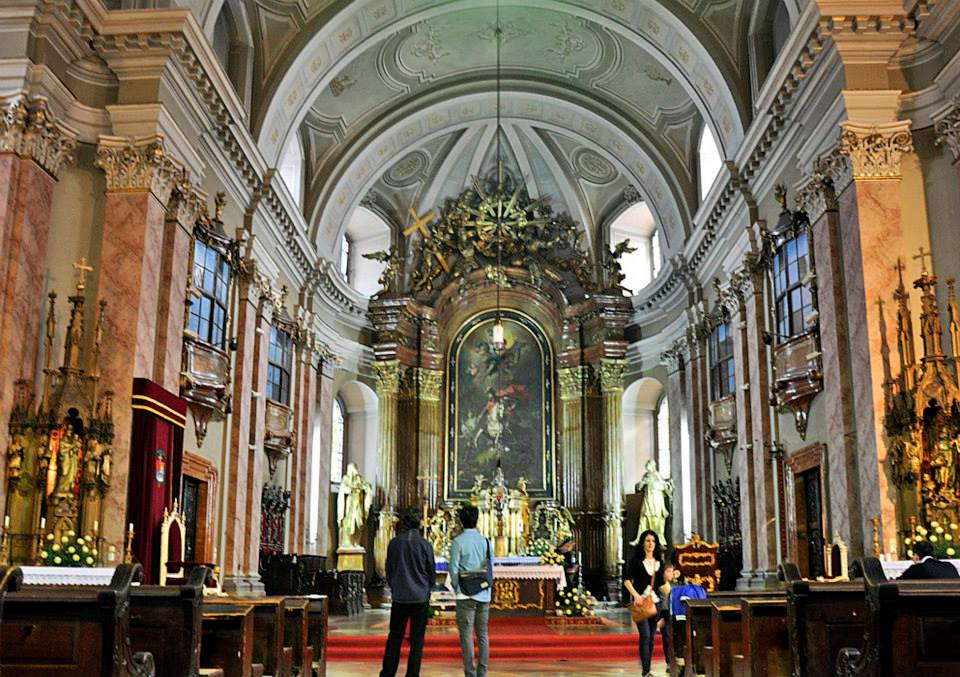
Chor mit Hochaltar, 2013

Der Temeswarer Dom (auch Dom zum Heiligen Georg, rumänisch Catedrala Sfântul Gheorghe din Timișoara, ungarisch Szent György Római Katolikus Székesegyház) ist eine römisch-katholische Kirche am Domplatz (rumänisch Piața Unirii) im Zentrum des I. Bezirkes Cetate der westrumänischen Stadt Timișoara (deutsch Temeswar). 
Der Dom ist die Kathedrale des Bistums Timișoara und trägt das Patrozinium des heiligen Georg. Er ist nach der Kathedrale von Oradea der zweitgrößte barocke Sakralbau in Südosteuropa. Der Grundriss der Domkirche hat die Form eines Doppelkreuzes, ist 55 Meter lang, 22 Meter breit und hat innen die Höhe von 16,9 Metern. Die Türme sind 35,5 Meter hoch. Das Gotteshaus steht heute unter Denkmalschutz.

## Geschichte
Die Idee zur Errichtung der Domkirche stammt aus dem Jahre 1732 vom Bischof der Tschanader Diözese, Adalbert Freiherr von Falkenstein, der unter der Verwaltung des Landespräsidenten Johann Andreas Graf von Hamilton den Grundstein der Kathedrale am 6. August 1736 legte. Sie sollte die in der Türkenzeit untergegangene Sankt-Georgs-Kathedrale aus Tschanad ersetzen. 1733 verlegte Kaiser Karl VI. den inzwischen in Szeged befindlichen Bischofssitz nach Temeswar. 
Der Bau wurde vom Hofarchitekten Joseph Emanuel Fischer von Erlach geplant. Schon nach einem Jahr musste die Bautätigkeit wegen des Russisch-Österreichischen Türkenkrieges eingestellt werden. Nach dem Tod des Freiherrn von Falkenstein 1739 übernahm der vor den Osmanen aus Craiova geflüchtete Nikolaus Stanislavich dessen Nachfolge und ließ die Bauarbeiten wieder anlaufen, die ihren Höhepunkt erst in den Jahren 1746–1747 erreichten. Bischof Anton Graf Engel von Wagrain, der Nachfolger Stanislavichs, trieb die Bautätigkeit am Dom 1751–1752 energisch voran.  Am 8. September 1754 (Mariä Geburt) zelebrierte er die erste Heilige Messe, wenn auch die fertiggestellte Hälfte des Sakralbaus von der Baustelle mit einem Bretterverschlag getrennt war. Das Hochamt begann mit der Uraufführung der von Michael Haydn für diese Gelegenheit komponierten Missa in honorem Sanctissimae Trinitatis.
Der zweite Bauabschnitt dauerte von 1755 bis 1774. Die Bauleitung wurde von den Ingenieuren Carl Alexander Steinlein (auch Steindlein, Steindl, Steinl, Stein, * 1733, † 1810) und Johann Theodor Kostka Edler (* 1734, † 1807) übernommen. Sie fügten die noch fehlenden Teile der Domkirche hinzu, stellten das Mauerwerk des Langhauses gänzlich her und erbauten die zwei Türme. Eine besondere Aufmerksamkeit schenkten sie der für die Domkirche charakteristische Turmfassade und der Eingangshalle. 1761 waren die Türme vollendet und mit Schindeln bedeckt, da dem Wiener Hof die Kosten für Kupferhauben zu hoch waren. 
Die Hofkammer finanzierte 1754 provisorischen Glocken, und Bischof Engel ließzwei neue, größere Glocken auf seine Kosten anfertigen. 1762 wurde die kleinere und 1763 auch die 150 kg schwere Bischofsglocke in den Turm gehoben, die von dem Ofener Gießer Joseph Steinstock gefertigt wurden. Außer der großen Glocke fielen die anderen Glocken dem Ersten Weltkrieg zum Opfer. Die verbleibende Glocke wurde 1998 in Deutschland restauriert.
1764 wurden die vom Temeschburger Uhrmacher Joseph Martin Kidt (auch Kitt, Kidl) erbauten Turmuhren eingesetzt, die 1893 erneuert werden mussten. 1763 wurde der Bau bis auf die Inneneinrichtung vollendet.  
Der Innenraum wurde nach der Fertigstellung des ersten Bauabschnitts 1754 nur provisorisch eingerichtet. Der halbkreisförmige, aus Marmor bestehende Hochaltar wurde mit goldenen Standbildern von Heiligen und Engeln verziert und der Heiligen Dreifaltigkeit geweiht. Das Bild über dem Hauptaltar wurde 1754 von Michael Angelo Unterberger gemalt. Dieses stellt den Heiligen Georg in Rüstung zu Pferd dar, während er einen Drachen bekämpft. 1920 wurde das Altarbild von Josef Ferenczy restauriert. Neben dem Hauptaltar befanden sich noch zwei Nebenaltäre. 1766 fertigte der Temeschburger Tischlermeister Johann Georg Wittmann (auch Widmann, Wiedmann Widemann, * 1728; † 1776) die Kanzel aus Eichen- und Lindenholz und später auch die Kirchenstühle an. 1768 ließ man die sechs Seitenaltäre errichten. Einige der Altarbilder wurden bereits 1722 von Johann Nepomuk Schöpf gemalt und weisen gotische, barocke und Stilelemente aus dem Rokoko auf. Heute sind die Seitenaltäre wie folgt eingerichtet:   
- Der Privilegaltar mit dem Altarbild Die Kreuzigung und die Statuen des Heiligen Johannes und der Maria Magdalena
- Das Altarbild Das letzte Abendmahl mit zwei Statuen, die Hoffnung und die Religion darstellen
- Das Altarbild Der Heilige Josef von seligen Tode mit zwei Statuen, die die Verkündigung des Herrn darstellen und einem Bild der Seligen Jungfrau als Schutzpatronin mit dem Jesuskind
- Das Altarbild Der Besuch Mariae bei Elisabeth mit den Statuen des Heiligen Zacharias und der Elisabet sowie einem Bild der Heiligen Anna
- Das Altarbild Heiliger Johannes von Nepomuk mit den Statuen zweier Genien und einem Bild des Leidenden Erlösers
- Das Altarbild Die Seligste Jungfrau Maria und die Heiligen Sebastian, Rosalia und Rochus mit den Statuen der Heiligen Jungfrau und der Märtyrer sowie dem Bildnis des Heiligen Antonius mit dem Jesuskind

Johann Georg Wittmann und der Maler und Vergolder Franz Wagner (* 1741, † 1794) fertigten in den Jahren 1770–1774 die Altäre und die sechs Oratorienfenster an. Die zwei Nebenaltäre im gotischen Stil wurden später in der Amtszeit des Bischofs Alexander Csajághy vom Bildhauer Johannes Müller angefertigt. Sie sind zu Ehren der Heiligen Jungfrau Maria, die Schutzpatronin des Königreichs Ungarn und dem Heiligen  Gerhard, dem ersten Bischof der Tschanader Diözese, geweiht. Der Wiener Bildhauer Johann Josef Rößler schuf die zwei überlebensgroßen Standbilder des Heiligen Karl Borromäus und der Heiligen Theresia, die den Hochaltar säumen, wie auch weitere plastische Cherubim darstellende Altarfiguren, die von Anton Bössinger vergoldet wurden. Die silberne Lampe zum Hochaltar, die vergoldete große Monstranz, der Hirtenstab, mehrere Kelche wurden von dem Wiener Goldschmied Josef Moser angefertigt. 1774 wurde der Bau und die Ausstattung des Doms 38 Jahre nach der Grundsteinlegung abgeschlossen. Die Domkirche wurde am 24. April 1803 von Bischof Köszeghy feierlich konsekriert. 
Das so prachtvoll ausgestattete Gotteshaus wurde 1788–1790 während des Krieges gegen die Türken als Militärdepot genutzt. Auch während der Belagerung Timișoaras 1849 wurde die Kirche, in der die Bürger der Stadt Schutz suchten, schwer beschädigt. Als eine Bombe das Dach einriss, flüchteten die Bürger in die Krypta des Domes. In dieser Krypta wurden mehrere Tschanader Bischöfe und Domherren, aber auch Adlige des Militärstandes bestattet. Zwischen 1980 und 1982 wurde der Dom unter der Leitung des Architekten Franz Braun restauriert, wobei die Brüder Milthalter aus Arad den Innenbereich restaurierten.

## Orgel
Anfangs wurden in der „Cathedralkirche“ die Gottesdienste musikalisch von den „Kirchenmusici“ hauptsächlich durch Instrumentalmusik gestaltet. Sogar die Uraufführung der Missa in honorem Sanctissimae Trinitatis wurde von einem Chor und einem Orchester ohne Orgel interpretiert, da der damalige fertiggestellte Domteil nur über eine kleine Orgel mit einem Manual verfügte. Die erste nennenswerte Orgel erbaute 1767 der Wiener Paul Hanke im Barockstil für 300 Gulden. Diese Orgel war bis 1908 in Betrieb, bis sie von Carl Leopold Wegenstein für 30.000 Österreichische Kronen mit einer neuen, komplexeren Orgel ersetzt wurde, welche heute noch in Betrieb ist. Die Orgel wurde 1983 einer größeren Reparatur und Reinigung unterzogen. Sie verfügt über 3 Manuale, Pedal, 48 Register und wird elektrisch betrieben. 
Die heutige Disposition ist wie folgt:
| I Hauptwerk              |       |
| Principal                | 16′   |
| Bordun                   | 16′   |
| Principal                | 8′    |
| Födöt (gedeckt)          | 8′    |
| Vájtfuvola               | 8′    |
| Quinte                   | 2 ⁄3′ |
| Kleinoktave              | 2′    |
| Zergekürt                | 8′    |
| Trombita                 | 8′    |
| Oktave                   | 4′    |
| Csöfuvola (Rohrflöte)    | 4′    |
| Csúcsfuvola (Spitzflöte) | 4′    |
| Doublette II             | 2 ⁄3′ |
| Cornett IV–V             | 8′    |
| Mixtur VI                | 2 ⁄3′ |

| II Positif       |       |
| Quintadena       | 8′    |
| Prinzipal        | 8′    |
| Csöfuvola        | 8′    |
| Cymbel III       |       |
| Gamba            | 8′    |
| Salicional       | 8′    |
| Klarinette       | 8′    |
| Oktave           | 4′    |
| Flute octaviante | 4'    |
| Quintflöte       | 1 ⁄3′ |
| Picollo          | 2′    |
| Mixtur IV        | 2 ⁄3′ |

| III Schwellwerk      |        |
| Grobgedeckt          | 8′     |
| Hegedüprinzipal      | 8′     |
| Nachthorn            | 2′     |
| Gemsquinte           | 2 ⁄3′  |
| Voix celeste         | 8′     |
| Aeoline              | 8′     |
| Oboa                 | 8′     |
| Flute traverse       | 4′     |
| Terzflöte            | 1 3⁄5′ |
| Harmonia aetheria IV | 2 ⁄3′  |

| Pedal         |     |
| Bourdon       | 32′ |
| Principalbass | 16′ |
| Contrabass    | 16′ |
| Violon        | 16′ |
| Salicetbass   | 16′ |
| Harsona       | 16′ |
| Octavbass     | 8′  |
| Födöttbass    | 8′  |
| Russischhorn  | 4′  |

## Krypta
In der Krypta befinden sich die Grabstätten der Bischöfe der Diözese Csánad Nikolaus Stanislavich, Franz Anton Engl Graf von Wagrain, Emmerich Christovich, Alexander Csajághy, Alexander Bonnaz, Alexander Dessewffy und des Bistums Timișoara Augustin Pacha, Adalbert Boros, Sebastian Kräuter. Aber auch die Grabstätten des Domherrn Georg Bauer, der Kanoniker Carlo Tazolli, Szentkláray Jenő oder hochrangiger Offiziere wie die von Georg Rukawina zu Widowgrad, Karl Freiherr von Braum und anderen befinden sich hier.
Das erste Grab wurde bereits 1741 vor der Fertigstellung des Doms zum Tode des italienischen Kanonikers Carlo Tazolli im Fußboden der Krypta errichtet. Die jüngste Grabstätte ist die von Bischof Sebastian Kräuter (2008).